# Хохлатка сомнительная
Хохла́тка сомни́тельная, или Хохлатка обма́нчивая (лат. Corýdalis ambígua) — дальневосточный вид травянистых растений рода Хохлатка (Corydalis) подсемейства Дымянковые (Fumarioideae) семейства Маковые (Papaveraceae).  Клубневой эфемероид

## Название
Видовой эпитет ambigua — прилагательное женского рода от лат. ambíguus — сомнительный, неопределённый; связан с полиморфизмом вида. Русский видовой эпитет является переводом латинского.

## Ботаническое описание
Многолетнее травянистое растение высотой 10—25 (до 35) см. Стебель простой, реже с маленькой веточкой. Подземный клубень овальной или шаровидной формы 7—15 (до 35) мм в поперечнике, чешуевидный, залегает на глубину до 10 см.
Листья в количестве 2, на тонких, длинных черешках, необычайно изменчивые по типу членения и по форме долей — от дважды тройчатых до трижды-четырежды рассечённых на сегменты на длинных черешках; доли сидячие или на коротких черешочках, цельнокрайние и зубчатые, надрезанные и раздельные, от узколинейных до широкообратнояйцевидных.
Соцветие — рыхлая, малоцветковая кисть длиной 4—10 см, на длинном цветоносе. Цветоножки в начале цветения 1—1,5 см длиной, короче прицветников, при плодах вытягиваются. Прицветники цельные или более-менее раздельные. Цветки 1,5—2 (до 3) см длиной, голубые, синие, сиреневые или фиолетовые различных оттенков. Шпорец равен, реже несколько длиннее лепестков, прямой, толстый, тупой. Нижний лепесток с тупым горбом (бугром) или с небольшой выпуклостью в средней части. Отгибы наружных лепестков крупные, цельнокрайные, с глубокой узкой выемкой на верхушке. Рыльце пестика квадратное, 6-лучевое.

Вид схож с симпатриальной хохлаткой Турчанинова (Corydalis turtschaninovii), однако у хохлаток комплекса C. ambigua крылья нижнего лепестка широкие, значительно шире основания шпоры, цветки в соцветии в стороны смотрящие, тогда как у хохлаток комплекса C. turtschaninovi (С. remota) крылья нижнего лепестка достаточно узкие, едва шире основания шпоры, нижние цветки в соцветии вниз смотрящие, на отогнутых цветоножках.
Плод  — линейная стручковидная коробочка около 2—3 см длиной и 2—3 (до 3,5) мм толщиной, чётковидная, острая, прямостоячая или отклоненная (не повислая); нижние коробочки на нитевидных плодоножках. Семена около 1 мм в диаметре, блестящие.
Цветёт с мая по июнь.
Число хромосом: 2n = 28.

## Ареал и экология
В России встречается на Дальнем Востоке на юге Хабаровского края, в Приморье, на Камчатке, Командорах, Сахалине, Курилах. Общее распространение: Япония, Китай (Маньчжурия) и Корея.
Произрастает среди кустарников, в лесах, по берегам рек и ручьев, на севере ареала также на берегах моря и рек, на песчаной или каменистой почве; часто в массе.

## Классификация

### Таксономия
Corydalis ambigua Cham. & Schltdl., 1826, Linnaea 1: 558. Вид описан в порту Петропавловск-Камчатский.
Вид Хохлатка сомнительная относится к роду Хохлатка (Corydalis) трибы Дымянковые (Fumarieae) подсемейства Дымянковые (Fumarioideae) семейства Маковые (Papaveraceae) порядка Лютикоцветные (Ranunculales).
Кладограмма в соответствии с Системой APG IV
|  |                          |  |                                   |                                   |                   |  | ещё 6 семейств, в том числе Лютиковые, Луносемянниковые, Барбарисовые | ещё 6 семейств, в том числе Лютиковые, Луносемянниковые, Барбарисовые |                                            |  |  |  | еще 20 родов                 | еще 20 родов          |  |  |
|  |                          |  |                                   |                                   |                   |  | ещё 6 семейств, в том числе Лютиковые, Луносемянниковые, Барбарисовые | ещё 6 семейств, в том числе Лютиковые, Луносемянниковые, Барбарисовые |                                            |  |  |  | еще 20 родов                 | еще 20 родов          |  |  |
|  |                          |  |                                   | порядок Лютикоцветные             |                   |  |                                                                       |                                                                       | подсемейство Дымянковые                    |  |  |  |                              | Хохлатка сомнительная |  |  |
|  |                          |  |                                   | порядок Лютикоцветные             |                   |  |                                                                       |                                                                       | подсемейство Дымянковые                    |  |  |  |                              | Хохлатка сомнительная |  |  |
|  | клада Цветковые растения |  |                                   |                                   | семейство Маковые |  |                                                                       |                                                                       | род Хохлатка                               |  |  |  |                              |                       |  |  |
|  | клада Цветковые растения |  |                                   |                                   |                   |  |                                                                       |                                                                       |                                            |  |  |  |                              |                       |  |  |
|  |                          |  | ещё 63 порядка цветковых растений | ещё 63 порядка цветковых растений |                   |  |                                                                       | ещё 1 подсемейство Маковые (Papaveroideae)                            | ещё 1 подсемейство Маковые (Papaveroideae) |  |  |  | еще 537 подтвержденных видов |                       |  |  |
|  |                          |  |                                   | ещё 63 порядка цветковых растений |                   |  |                                                                       |                                                                       | ещё 1 подсемейство Маковые (Papaveroideae) |  |  |  |                              |                       |  |  |

### Синонимы

#### гомотипные
- Pistolochia ambigua (Cham. & Schltdl.) Soják, 1972

#### гетеротипные
- Capnoides ambigua Kuntze, 1891
- Capnoides jezoensis (Miq.) Kuntze, 1891
- Corydalis ambigua var. albiflora Iwah.Yamam. & K.Tsukam., 1932
- Corydalis ambigua f. albiflora (Iwah.Yamam. & K.Tsukam.) Honda, 1957
- Corydalis ambigua f. dentata Y.H.Chou, 1980
- Corydalis ambigua var. papillosa Takeda, 1910
- Corydalis fumariifolia f. candida Yonek., 2011
- Corydalis jezoensis Miq., 1867
- Fumaria ambigua Pall. ex Cham. & Schltdl., 1826